# Rummeldeisbeek
Die Rummeldeisbeek ist ein Fließgewässer in den niedersächsischen Landkreisen Rotenburg (Wümme) und Osterholz.
Der linke Nebenfluss der Hamme hat seine Quelle am Rand des Bethen Moores nordöstlich von Ostereistedt, einer Gemeinde in der Samtgemeinde Selsingen. Von dort fließt er weitgehend in westlicher Richtung, durch Rhade und nimmt von links den Hanstedter Mühlengraben auf. Er mündet auf dem Gebiet der Gemeinde Worpswede nördlich des Breddorfer Moores, nördlich von Hüttenbusch, in die Hamme.